# Evangelische Kirche Aua

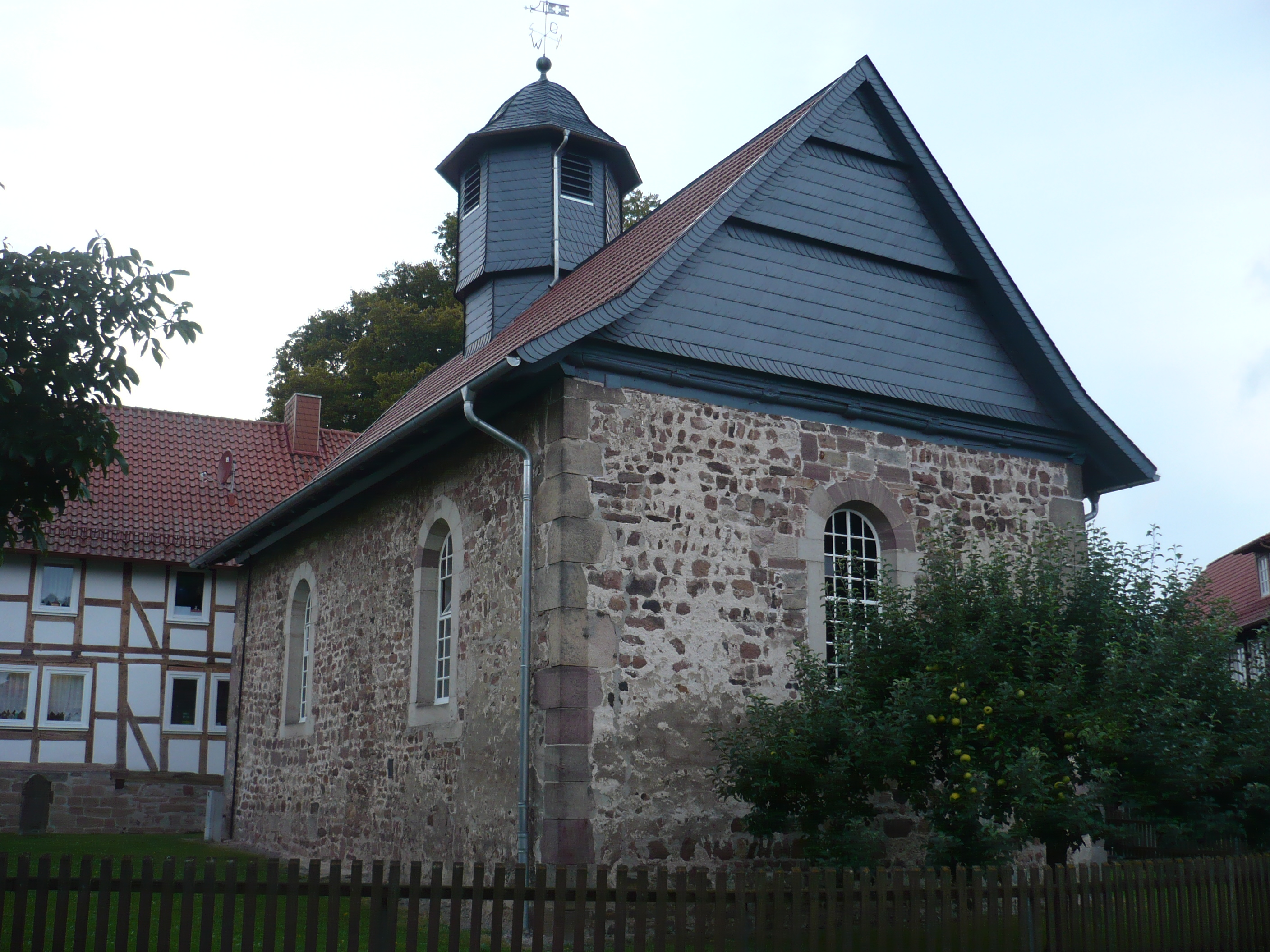
Ehemalige Klosterkirche nun evangelische Kirche

Die evangelische Kirche ist ein denkmalgeschütztes Kirchengebäude in Aua, einem Ortsteil der Gemeinde Neuenstein im hessischen Landkreis Hersfeld-Rotenburg. Die Kirchengemeinde Neuenstein gehört zum Kirchenkreis Hersfeld-Rotenburg im Sprengel Hanau-Hersfeld der Evangelischen Kirche von Kurhessen-Waldeck.

## Geschichte und Architektur
Abt Siegfried von Hersfeld gründete 1190 ein Augustinerinnen-Kloster in Aua, dessen Klosterkirche das heutige Gebäude war. Das Kloster wurde nach 1229 nach Blankenheim verlegt, wo es bis 1527 bestand.
In dem kurzen, breiten, spätromanischen Bau wurde in gotischer Zeit ein Rundbogen über Kämpfern mit Wulstprofil zugemauert. Hierbei handelte es sich wohl um einen ursprünglichen Triumphbogen eines nach Westen geplanten oder heute verschwundenen romanischen Langhauses. Das Innere ist durch einen ähnlichen, aber jüngeren Rundbogen unterteilt. Die Fenster wurden 1860 eingebaut. Die Decke ruht auf einer hölzernen Stütze.

## Ausstattung
- Eine Empore vom 17. Jahrhundert mit Schnitzereien
- Ein Taufstein mit zwei Köpfen aus der Zeit um 1200

Vor der Kirche steht die alte Dorflinde von Aua, deren Ummauerung 1826 erneuert wurde.